# The Black Herald
The Black Herald (littéralement le « Héraut noir », en référence au premier recueil du poète péruvien César Vallejo, publié en 1919, Los Heraldos Negros) est une revue de littérature bilingue (anglais/français) qui regroupe de la poésie, des fictions courtes, des essais et qui privilégie les traductions, proposant « des textes en anglais, en français et en d'autres langues avec traduction en anglais ou en français ». Créée en 2011 par le poète britannique Paul Stubbs et la traductrice littéraire Blandine Longre, la revue est publiée une fois par an par les éditions Black Herald Press, maison qui publie également des recueils de poésie et des essais.

## Aperçu des auteurs publiés
La revue a publié des auteurs francophones (Louis Calaferte, Georges Perros, Tristan Corbière, Émile Verhaeren, Charles Nodier, Ernest Delahaye, Victor Segalen, Georgina Tacou, Philippe Rahmy, Jos Roy, Anne-Sylvie Salzman, Romain Verger, Laurence Werner David, Dominique Quélen, Nathalie Riera, Sylvie Gracia, Michel Gerbal, Claro, Pierre Cendors, Nicolas Cavaillès, etc.) et anglophones (Oliver Goldsmith, Gregory Corso, W.S. Graham, David Gascoyne, Hart Crane, Olive Moore, Peter Oswald, Clayton Eshleman, Sandeep Parmar, Michael Lee Rattigan, Siddhartha Bose, Anthony Seidman, Heller Levinson, Tabish Khair, etc.) aux côtés d’auteurs de toutes nationalités (dont Dumitru Tsepeneag, Egon Bondy, César Vallejo, Emil Cioran, Robert Gal, Fernando Pessoa, Vassili Kamenski, Denis Buican, Cristián Vila Riquelme, August Stramm, Jorge Ortega, Georg Trakl, José Mena Abrantes, etc.) La revue a également publié des essais sur Arthur Rimbaud, Tristan Corbière, Francis Bacon, Emil Cioran et Raymond Queneau, ainsi qu'un entretien (inédit) avec Emil Cioran.

## SurThe Black Herald
- "Cette très rigoureuse et élégante revue place la traduction au centre de son travail. L’anglais / anglo-américain, l’espagnol, le russe, le français jouent l’un vers l’autre, parfois l’un dans l’autre pour instruire le sens et la beauté de poèmes ou la précision d’essais critiques de haute qualité sous un thème sous-jacent : « Accept the Mystery », ou quand l’écrivain s’ouvre à l’antithèse de la réalité plutôt qu’au jeu naïf de l’éclaircissement d’un réel vécu comme opaque. Avec, par exemple, Jorge Ortega, quelques pages au-delà d’un Pessoa implacable (« Parce que la récompense de ne pas exister c’est d’être toujours présent ») : « Le ciel est un immense syllabaire, / vaste tableau noir d’eau compacte / où avions et oiseaux écrivent / la phrase éphémère de leur vol. » Yves Boudier, cahier critique de poésie no 28, cipM, octobre 2014[3].

- "The Black Herald reste toujours cette revue dont l’élégance et une mise en page espacée ne démentent en rien la haute tenue d’ensemble. Proposés en version bilingue, les textes et les poèmes publiés donnent à lire des auteurs reconnus aux côtés de voix encore en devenir. Nous trouvons ici aussi bien Corso ou Verger, Joyce ou Fentham. Le choix d’écrivains disparus ou bien encore vivants témoigne de cette volonté de dépasser les conventions et de mettre en avant seulement la voix. Ainsi Blandine Longre et Paul Stubbs proposent une revue inclassable et porteuse de mouvements." Cyril Anton, cahier critique de poésie no 26, cipM, décembre 2013[4].

- "Les découragés d’office qui, à la feuilleter en hâte, ne verront qu’élitisme dans le parti pris de The Black Herald de se tenir au plus près du langage et des langues, passeront à côté d’une revue qui assume de se mettre pleinement au service de la littérature, en jouant son indispensable rôle de passeur. Passeur de mots, de vérités précaires, de risques aussi." Frédéric Saenen, Le Magazine des livres, no 23, décembre 2011[5].